# Ipomoea barbatisepala
Ipomoea barbatisepala là một loài thực vật có hoa trong họ Bìm bìm. Loài này được A. Gray mô tả khoa học đầu tiên năm 1886.